# Кремација
Кремација (лат. crematio) један је од назива за сепулкрални обред спаљивање покојника, осим кога се употребљава иинфламација, инцинерација, као и термини бустуарија и бустуаријално сахрањивање (од лат. bustum - место на коме су спаљивани и сахрањивани покојници, касније је добило значење и гроб, споменик). Термин кремација којим се данас означава спаљивање покојника није погодан због повезивања са друштвеним покретом за кремацију који је настао у Италији у 19. веку, а затим се пренео и у друге земље.
Кремирање у најширем смислу означава за брзу минерализацију тела мртвих људи и животиња, односно њихово разлагање на основне хемијске састојке услед излагања високим температурама, односно ватри. Кремација просечно оставља за собом 2,4 кг остатака, познатих као „пепео” или „кремашин”. У ужем смислу се под кремацијом подразумијева спаљивање мртвих људи у сврху њихове сахране, а који може представљати припрему, односно део погребних ритуала или обичаја. Након кремације се преостали остаци мртвог тела - за које се претпоставља да више не представљају здравствени ризик - обично прикупљају у за то посебно намењене посуде (урна), те или сахрањују на гробљима или предају родбини покојника да са њима располажу зависно од закона, обичаја или покојникових жеља. Постоје две основне врсте кремације - на отвореном, односно на погребној ломачи - или у за то посебно намењеним пећима, познатим под називом крематоријум.
Кремација као обичај, односно метода сахране, се може пронаћи у бројним светским културама, односно кроз општу историју. За њу се генерално може рећи да је преферирају дармичке религије (хиндуизам, џаинизам, будизам и сикизам) док су њој несклоне или је забрањују абрахамске религије (јудаизам, хришћанство и ислам). Хришћанска забрана спаљивања је један од разлога што је та пракса у западном свету до средњег века потпуно ишчезла, да би била оживљена тек у другој половини 19. века када је нагли раст великих градова и све већи недостатак земљишта за нове гробове подстакао тражење алтернатива уобичајеном покопу. На простору бивше Југославије прве иницијативе за легализацију кремације и градњу крематоријума датирају из прве половине 20. века, али нису уродиле плодом све до иза Другог светског рата када су у формално атеистичкој Другој Југославији саграђени први крематоријуми.

## Праисторија
Први трагови спаљивања на централном Балкану су из мезолитског периода, који су откривени на локалитету Власац у Ђердапу. Инцинерација се усталила тек почетком металног доба у баденској, вучедолској и костолачкој култури.
У раном Халштату су овако углавном сахрањиване одрасле индивидуе. 

## Антика
Током атичког периода спаљивање је било распрострањено заједно са инхумацијом. У геометријском периоду инцинерацију је обично пратило секундарно сахрањивање: пепео је полаган у урне које су постављане у гробне јаме.
У Старој Грчкој, током архајског периода спаљивање је најчешће вршено у самим гробовима који су имали облик простране јаме са вентилационим отворима, током класичног периода гробови су једноставнији, а урне су много чешћи налаз.
Током хеленистичког периода инхумација је много чешћа.
Инцинерација је практикована упоредо са скелетним сахрањивањем у старом Риму. На локалитетима Виминацијум, Караташ, Андрова, као и код Београда откривени су римски гробови са керамичким урнама, на налазиштима Скупи и Кутина - камени сандуци, а такође су откривене и амфоре, металне урне и гробови од опеке.
Током антике у областима које су насељавали Гали и Германи, такође је било уобичајено спаљивање.
Кремација је била позната у старом Египту, док код старих Јевреја по правилу мртви нису спаљивани.

## Средњи век
Приликом опсаде Цариграда 626. године постоје записи да су стари Словени спаљивали своје мртве. Међу покрштеним Словенима задржале су се и кремација и инхумација дужи временски период. Хришћанска црква је спаљивање сматрала паганским обичајем, па је тако Карло Велики 785. године овај обичај забранио. Током средњег века у западној Европи спаљивање је било казна за јеретике, а пошто су крупне кости ипак остајале целе, остаци би по судском налогу уситњаване и разбациване.

## Кремација на Далеком истоку
У Будизму се сматра да је за покојника најбоље да буде кремиран, мада има примера и инхумације. У великом делу Јапана сачуван је обичај да се урне постављају на гробља која се не посећују, а да се у близини места становања подигне споменик. У Индији, припадници Брахамске касте своје умрле спаљују и после десет дана полажу у урну. У овој земљи, кремација је јавни чин коме присуствује велики број људи, а цео поступак се одвија према строгом ритуалу.

## Модерни процес
Кремација се дешава у крематору, који се налази у крематоријуму. У многим земљама крематоријум је место за сахране, као и за кремацију.
Крематор је индустријска пећ која је у стању да генерише температуре од 871—982 °C (1.600—1.800 °F) како би обезбедила дезинтеграцију леша. Модерна горива за крематоре укључују нафту, природни гас, пропан и, у Хонгконгу, гас од угља. Модерни крематори аутоматски надгледају своју унутрашњост како би утврдили када је процес кремације завршен и имају шпијунку тако да оператер може да види унутра. Време потребно за кремацију варира од тела до тела, а просек је 90 минута за тело одрасле особе.
Комора у којој се налази тело назива се кремациона комора или реторта и обложена је ватросталним циглама отпорним на топлоту. Ватросталне цигле су дизајниране у неколико слојева. Спољни слој је обично једноставно изолациони материјал, на пример минерална вуна. Унутра је типично слој изолационе цигле, углавном калцијум силиката у природи. Крематори за тешке услове рада обично су дизајнирани са два слоја ватросталних цигли унутар изолационог слоја. Слој ватросталних опека у контакту са процесом сагоревања штити спољашњи слој и мора се повремено заменити.
Тело је генерално потребно да буде унутар ковчега или запаљивог контејнера. Ово омогућава да се тело брзо и безбедно унесе у крематор. Такође смањује здравствене ризике за оператере. Ковчег или контејнер се убацује (пуни) у крематор што је брже могуће како би се избегао губитак топлоте. Неки крематоријуми дозвољавају рођацима да посматрају пуњење. Ово се понекад ради из религиозних разлога, као што су традиционалне хиндуистичке и џаинистичке сахране, а такође је уобичајено у Јапану.

### Контејнер за тело
У Сједињеним Државама савезни закон не диктира никакве захтеве за контејнере за кремацију. Одређене државе захтевају непрозиран или нетранспарентан контејнер за све кремације. Ово може бити обична кутија од валовитог картона или дрвени ковчег. Друга опција је картонска кутија која се уклапа у дрвену шкољку, која је дизајнирана да изгледа као традиционални ковчег. После сахране, кутија се уклања из шкољке пре кремације, што омогућава да се шкољка поново употреби.
У Уједињеном Краљевству, тело се не вади из ковчега и не ставља у контејнер као што је горе описано. Тело се кремира са ковчегом због чега сви британски ковчези који се користе за кремацију морају бити запаљиви. Кодекс кремацијске праксе забрањује отварање ковчега након што стигне у крематоријум, а правила налажу да се мора кремирати у року од 72 сата од сахране. Стога се у Уједињеном Краљевству тела кремирају у истом ковчегу у који се стављају код погребника, иако прописи дозвољавају коришћење одобреног „покрива“ током сахране. Из тог разлога се препоручује да се накит уклони пре него што се ковчег запечати. Када се кремација заврши, остаци се пропуштају кроз магнетно поље да би се уклонио метал, који ће бити сахрањен на другом месту у крематоријуму или, све више, рециклиран. Пепео се уноси у кремулатор да би се остаци додатно самлели у финију текстуру пре него што се дају рођацима или вољеним особама или расеју по крематоријумском терену ако постоје услови за то.
У Немачкој је процес углавном сличан оном у Уједињеном Краљевству. Тело се кремира у ковчегу. Парче ватросталне глине са бројем користи се за идентификацију остатака мртвог тела након спаљивања. Остаци се затим стављају у контејнер који се зове капсула пепела, која се обично ставља у урну.
У Аустралији су ретки ковчези за вишекратну употребу или картони, а сада их снабдева само неколико произвођача. За ниску цену, може се користити обичан ковчег од иверице (познат у трговини као „чипи”, „шипер” или „пиро”). Ручке (ако су уграђене) су пластичне и одобрене за употребу у крематорима.

## Занимљивости
Српски племић Александар Трифунац от Батфе (1838-1892), родом из Меленаца, је први Србин који је по својој опоруци кремиран и то у Немачкој. Боловао је од 1860. године од туберкулозе, вештачки продужавајући себи живот. Извршио је самоубиство револвером током ноћи 24/25. новембра 1892. године на свом имању. Због колере која је тада владала пренет је са свог имања Падуре код Чакова, и сахрањен у родном месту. А затим кроз две године (1894) његово тело са гробља у Меленцима, однето у немачки град Готу, где је у крематоријуму спаљено.